# أراليا رمادية زرقاء
أراليا رمادية زرقاء (الاسم العلمي:Aralia caesia) هي نوع من النباتات تتبع جنس الأراليا من الفصيلة الأرالية.